# Dégnékoro
Dégnékoro es una localidad y comuna del círculo de Dioila, región de Kulikoró, Malí. Su población era de 9.464 habitantes en 2009.